# Gare de Zhengzhou-Est
La gare de Zhengzhou-Est est une gare ferroviaire chinoise situé à Zhengzhou. Elle a ouvert en 2012, après des travaux ayant débuté en 2009.